# Industriebau
Als Industriebau wird zweierlei bezeichnet:
- ein zu einem Unternehmen der Industrie gehöriges, meist hauptsächlich nach funktionalen Gesichtspunkten gestaltetes Bauwerk von gewisser Größe. Siehe dazu auch: Industriearchitektur
- Planung und Bau von Gebäuden und Anlagen für die Industrie. Der Bauherr ist ein privates Unternehmen aus der Industrie, das das Bauwerk für seine Produktion benötigt. Hauptaugenmerk im Industriebau liegt auf einer Bauweise, die die Anforderungen des Bauherren, die sich aus dessen Produktionsprozess ergeben, auf möglichst wirtschaftliche Weise erfüllt. Neben den reinen Kosten des Bauens werden dabei zunehmend auch die Kosten der Bewirtschaftung über die geplante Lebensspanne des Bauwerks berücksichtigt (Lebenszyklusmanagement). Außer dem Produktionsprozess können weitere Anforderungen des Bauherren relevant sein, zum Beispiel die Umweltfreundlichkeit oder repräsentative Zwecke (Corporate Design) sowie äußere Zwangsbedingungen wie behördliche Auflagen und Gesetze oder bestehende andere Bauwerke.

Gängige Bauwerke sind Produktions- und Montagehallen, Werke zur Prozessierung von Rohstoffen (z. B. Chemie, Bergbau, Schwerindustrie), Fabriken mit erhöhten Anforderungen an die Haustechnik (z. B. Reinraumfabriken), aber ebenso Bürogebäude sowie alle weiteren Bauwerke, die für die Nutzung der gesamten Anlage erforderlich sind.